# ザガリーゼ
ザガリーゼ（イタリア語: Zagarise）は、イタリア共和国カラブリア州カタンザーロ県にある、人口約1,600人の基礎自治体（コムーネ）。

## 地理

### 位置・広がり

#### 隣接コムーネ
隣接するコムーネは以下の通り。
- アルビ
- マジザーノ
- メゾラーカ (KR)
- ペトロナ
- セッリーア
- セッリーア・マリーナ
- セルサーレ
- ソヴェリーア・シーメリ
- タヴェルナ

## 行政

### 分離集落
ザガリーゼには、以下の分離集落（フラツィオーネ）がある。
- Mandile, Tirivolo, Carrozzino